# Grönländische Fußballmeisterschaft 1969
Die Grönländische Fußballmeisterschaft 1967/68 war die 7. Spielzeit der Grönländischen Fußballmeisterschaft.
Die Saison war die erste, die offiziell im Kalenderjahr ausgetragen wurde.
Meister wurde K-33 Qaqortoq, das somit zum dritten Mal die Meisterschaft erringen konnte und seine Stellung als Rekordmeister somit festigte.

## Teilnehmer
Erneut ist nicht bekannt, ob die Teilnehmerliste alle tatsächlich teilgenommen habenden Mannschaften umfasst. Von folgenden Mannschaften ist die Teilnahme bekannt. Teilnehmer der Schlussrunde sind fett.
- K'ingmeĸ-45 Upernavik
- Malamuk Uummannaq
- Nanoĸ Qullissat
- G-44 Qeqertarsuaq
- K'SP Qeqertarsuaq
- N-48 Ilulissat
- Kugsak-45 Qasigiannguit
- T-41 Aasiaat
- SAK Sisimiut
- Kâgssagssuk Maniitsoq
- B-67 Nuuk
- GSS Nuuk
- NÛK
- Iliarssuk Qeqertarsuatsiaat
- Nagtoralik Paamiut
- Â-43 Narsaq
- K-33 Qaqortoq
- Siuteroĸ Nanortalik

## Modus
Wie üblich wurde der Spielplan nach regionalen Gesichtspunkten erstellt. Die Mannschaften wurden in vier Gruppen eingeteilt, die teilweise weiter in Kreise unterteilt waren. Die erste Gruppe umfasste Südgrönland. In der zweiten Gruppe befanden sich die Mannschaften aus den Gemeinden Paamiut, Nuuk, Maniitsoq und Sisimiut, aufgeteilt auf drei Kreise, deren Sieger anschließend ein Gruppenfinale bestritten. Die dritte Gruppe umfasste die Mannschaften der Diskobucht. In der vierten Gruppe spielten die Mannschaften der Diskoinsel und der beiden nördlichsten Gemeinden Uummannaq und Upernavik. Die vier Gruppensieger spielten im Anschluss im K.-o.-System den grönländischen Fußballmeister aus.

## Ergebnisse

### Qualifikationsrunde

#### Gruppe 1
K-33 Qaqortoq setzte sich in der Gruppe mindestens gegen Siuteroĸ Nanortalik und Â-43 Narsaq durch.

#### Gruppe 2
Kreis A
| Datum         |           | Ergebnis |                             |
| ------------- | --------- | -------- | --------------------------- |
| 21. Juni 1969 | GSS Nuuk  | ?:?      | NÛK                         |
| 22. Juni 1969 | B-67 Nuuk | ?:?      | Iliarssuk Qeqertarsuatsiaat |
| 26. Juni 1969 | B-67 Nuuk | ?:?      | GSS Nuuk oder NÛK           |

In Kreis B qualifizierte sich Nagtoralik Paamiut für das Finalturnier, allerdings ist unbekannt, ob es weitere Mannschaften gab.
In Kreis C setzte sich SAK Sisimiut mindestens gegen Kâgssagssuk Maniitsoq durch. Vom Spiel zwischen SAK Sisimiut und S-68 Sisimiut am 11. Mai 1969, das 7:0 endete, ist nicht bekannt, ob es Teil der Meisterschaft war.
Halbfinale
| Datum         |              | Ergebnis |                    | Ort  |
| ------------- | ------------ | -------- | ------------------ | ---- |
| 12. Juli 1969 | SAK Sisimiut | 4:2      | Nagtoralik Paamiut | Nuuk |

Finale
| Datum         |           | Ergebnis |              | Ort  |
| ------------- | --------- | -------- | ------------ | ---- |
| 13. Juli 1969 | B-67 Nuuk | 5:2      | SAK Sisimiut | Nuuk |

#### Gruppe 3
T-41 Aasiaat setzte sich mindestens gegen Kugsak-45 Qasigiannguit und N-48 Ilulissat durch.

#### Gruppe 4
Gruppensieger wurde Nanoĸ Qullissat. Daneben nahmen auch G-44 Qeqertarsuaq, K'ingmeĸ-45 Upernavik und Malamuk Uummannaq teil. K'SP Qeqertarsuaq wurde ursprünglich als Teilnehmer gemeldet, nahm allerdings vermutlich zugunsten von G-44 Qeqertarsuaq letztlich nicht teil.

### Schlussrunde
Halbfinale
| Datum |               | Ergebnis |                 | Ort  |
| ----- | ------------- | -------- | --------------- | ---- |
| 1969  | K-33 Qaqortoq | 2:1      | B-67 Nuuk       | Nuuk |
| 1969  | T-41 Aasiaat  | 5:3      | Nanoĸ Qullissat | Nuuk |

Finale
| Datum           |               | Ergebnis |              | Ort  |
| --------------- | ------------- | -------- | ------------ | ---- |
| 18. August 1969 | K-33 Qaqortoq | 2:0      | T-41 Aasiaat | Nuuk |